# John Zorn
John Zorn, född 2 september 1953 i New York, är en amerikansk kompositör, saxofonist och multiinstrumentalist.

## Biografi
Zorn spelade som barn piano, gitarr och flöjt. Han studerade vid Webster College (nuvarande Webster University) i St. Louis, Missouri, där han upptäckte frijazz. Zorn hoppade av universitetet och flyttade till Manhattan, där han gav konserter i sin lilla lägenhet. Han spelade diverse blåsinstrument, tapes med mera, och blev en central person i den experimentella musikscenen i New York.
I mitten av 1980-talet fick han kontrakt med skivmärket Elektra-Nonesuch. Sedan dess har Zorn varit ganska produktiv och vanligen släppt flera nya skivor varje år. Hans genombrottsskiva var kanske The Big Gundown: John Zorn Plays the Music of Ennio Morricone från 1985, där Zorn gjorde ett antal ofta radikala arrangemang av Ennio Morricone kända musikstycken från olika filmer. The Big Gundown fick Morricones gillande och inkorporerade element från traditionell japansk musik, soul jazz och olika andra musikgenrer.
1995 startade John Zorn skivbolaget Tzadik. Han har arbetat med ett stort antal experimentella musiker, särskilt inom improvisationsmusik. Han är kanske mest känd för sina verk med Masada, med Joey Baron (trummor), Dave Douglas (trumpet) och Greg Cohen (bas). Masada är en Ornette Coleman-influerad grupp som spelar kompositioner som baseras på judiska skalor. Masadas musik framförs i olika projekt med olika arrangemang, bland annat som Masada String Trio, Bar Kohkba och Electric Masada. Zorn har också spelat i gruppen Painkiller tillsammans med Mick Harris (före detta trumslagare i Napalm Death) och Bill Laswell. Painkiller spelar en blandning av grindcore och frijazz. John Zorns grupp Naked City, där Bill Frisell, Wayne Horvitz, Fred Frith, Joey Baron och Yamatsuka Eye (frontman i gruppen Boredoms) ingick, spelade också en blandning av jazz och grindcore med inslag av många andra musikstilar. Förutom de nämnda har Zorn samarbetat med musiker som Derek Bailey, Cyro Baptista, Trevor Dunn, Mark Feldman, Erik Friedlander, Keiji Haino, Arto Lindsay, Mike Patton, Jad Fair, John Medeski, Ikue Mori, Robert Quine, Marc Ribot, Jamie Saft, Kenny Wolleson och Violent Femmes. Han har skrivit musik för TV och film, som samlas i utgivningsserien Filmworks på hans skivbolag Tzadik. Några av dessa kompositioner är jazzbaserade och andra är baserade på klassisk musik.
Zorn har också skrivit flera "game pieces", där musikerna tillåts att improvisera medan de följer vissa strukturella regler. Dessa verk är oftast uppkallade efter sporter, och inkluderar Pool, Archery och Lacrosse, samt Cobra. John Zorn uppmärksammas ofta för sin postmoderna, ibland extrema, tillämpning av formella block, enheter som han kombinerar och kontrasterar på olika sätt.
På senare tid har Zorn blivit den huvudsakliga kraften bakom öppnandet av The Stone, en lokal för avantgarde-framträdanden i Alphabet City i New York, som är helt finansierad genom donationer och ger alla inträdesintäkter direkt till artisterna. Zorn är konstnärlig ledare för The Stone.
John Zorn har bott och arbetat i Japan i stor utsträckning och framträder och gör inspelningar under namnet Dekoboko Hajime. Han har samarbetat och producerat musik med många artister, däribland Merzbow, Otomo Yoshihide, Melt-Banana och Yamatsuka Eye. Många av dessa artister har nu släppt skivor på Tzadik och några åker regelbundet till New York där John Zorn är bosatt.

## Diskografi i urval
- First Recordings 1973 (1973; Tzadik)
- The Parachute Years 1977–1980 (1977–81; Tzadik)
- School (1978; Parachute)
- Locus Solus (1983; Tzadik)
- The Classic Guide to Strategy: Volume 1 (1983; Tzadik)
- The Classic Guide to Strategy: Volume 2 (1985; Tzadik)
- Yankees (1983; Charly)
- The Big Gundown (1984–85; Tzadik)
- Ganryu Island (1984; Tzadik)
- Spy vs Spy (Elektra)
- Spillane (1987; Elektra/Nonesuch)
- Filmworks VII (1988; Tzadik)
- Naked City (1989; Elektra/Nonesuch)
- Filmworks III (1990–95; Tzadik)
- Guts of a Virgin/Buried Secrets (1991;Earache)
- Elegy (1991; Tzadik)
- Kristallnacht (1992; Tzadik)
- John Zorn's Cobra Live at the Knitting Factory (1992; Knitting Factory Works)
- Filmworks II (1992; Tzadik)
- Masada: Alef (1994; DIW)
- Masada: Beit (1994; DIW)
- Masada: Gimel (1994; DIW)
- Masada: Dalet (1994; DIW)
- Bar Kokhba (1994–96; Tzadik)
- Art of Memory (1994; Incus)
- Tokyo Operations '94 (1994; Avant)
- Masada: Hei (1995; DIW)
- Masada: Vav (1995; DIW)
- Weird Little Boy (1995; Avant)
- Filmworks V (1995; Tzadik)
- Filmworks (1996; Tzadik)
- Masada: Zayin (1996; DIW)
- Masada: Heit (1996; DIW)
- Filmworks IV — S&M + More (1997; Tzadik)
- Angelus Novus (1997; Tzadik)
- Masada: Tet (1997; DIW)
- Filmworks VIII (1997; DIW)
- Masada: Yod (1997; DIW)
- Live in Jerusalem (1997; Tzadik)
- Live in Taipei (1997; Tzadik)
- The Circle Maker (1997; Tzadik)
- Downtown Lullaby (1998; Depth of Field)